# Balatan
Balatan is een gemeente in de Filipijnse provincie Camarines Sur op het eiland Luzon. Bij de laatste census in 2007 had de gemeente bijna 26 duizend inwoners.

## Geografie

### Bestuurlijke indeling
Balatan is onderverdeeld in de volgende 17 barangays:
| - Cabanbanan - Cabungan - Camangahan - Cayogcog - Coguit - Duran - Laganac - Luluasan - Montenegro | - Pararao - Pulang Daga - Sagrada Nacacale - San Francisco - Santiago Nacacale - Siramag - Tapayas - Tomatarayo |

## Demografie
Balatan had bij de census van 2007 een inwoneraantal van 25.982 mensen. Dit zijn 3.445 mensen (15,3%) meer dan bij de vorige census van 2000. De gemiddelde jaarlijkse groei komt daarmee uit op 1,98%, hetgeen lager is dan het landelijk jaarlijks gemiddelde over deze periode (2,04%). Vergeleken met de census van 1995 is het aantal mensen met 4.907 (23,3%) toegenomen.

De bevolkingsdichtheid van Balatan was ten tijde van de laatste census, met 25.982 inwoners op 93,09 km², 279,1 mensen per km².